# 研究者番号
研究者番号（けんきゅうしゃばんごう）またはe-Rad研究者番号とは、府省共通研究開発管理システム(e-Rad)において各種の競争的研究資金に応募しようとする研究者に付与される識別番号である。もともと文部科学省の科学研究費補助金の手続きのため、大学などの研究機関に所属する研究者に付与されていた番号であり、科研費研究者番号とも呼ばれていた。2008年よりe-Radが稼働し、日本国政府による研究資金制度で共通の研究者IDとして運用されている。

## 特徴
研究者番号は各研究者個人に対し、終生変わらない識別番号として付与される。異動、退職などを経ても引き続き同一の研究者番号が有効である。ただし現実には一個人に複数の研究者番号が付与されている例が知られている。

## 付番体系
個人ごとに8桁の数字が割り振られ、先頭1桁がチェックディジットとなっていることが知られている。すなわち、8桁の研究者番号{\displaystyle d_{8}d_{7}d_{6}d_{5}d_{4}d_{3}d_{2}d_{1}}に対し、
{\displaystyle d_{8}=(d_{7}+2d_{6}+d_{5}+2d_{4}+d_{3}+2d_{2}+d_{1})\,{\bmod {\,}}10}
が成り立っている。

## 歴史
- 1975年 - 研究者番号の導入[4]
- 2008年 - e-Rad稼働